# Leucojum
Leucojum és un gènere de plantes herbàcies, perennes i bulboses pertanyent a la família Amaryllidaceae. El gènere comprèn 2 espècies: L. aestivum i L. vernum.

## Distribució i hàbitat
Són natives d'Europa meridional, des dels Pirineus fins a Romania i l'oest de Rússia, però s'han introduït i s'han naturalitzat en moltes altres àrees, inclosa la costa est d'Amèrica del Nord. Tenen les fulles estretes com a cintes de color verd fosc. Les flors són petites i acampanades, de color blanc amb tons verd (o de tant en tant groc) al final de cada pètal. Tenen una lleugera fragància.